# Беатріс да Сілва
Беатріс Мінезіш да Сі́лва  (порт. Beatriz de Menezes da Silva; 1424 — 9 серпня 1492) — португальська шляхтянка, черниця-домініканка, свята Римо-католицької церкви. Засновниця жіночого чернечого згромадження «Орден непорочного зачаття». Представниця португальського шляхетного роду Сілва. Також відома іспанською як Беатриз да Сільва-Менезес (ісп. Beatriz da Silva y de Menezes).

## Біографія

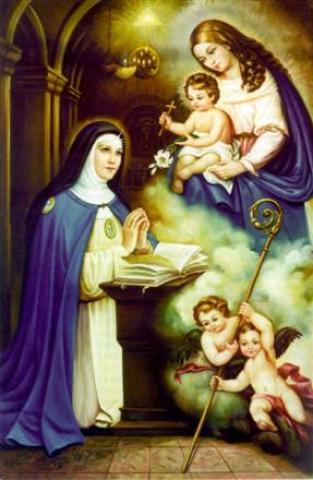
Одкровення Беатріс да Сілва, ікона

Беатріс Мінезіш да Сілва народилася в Сеуті, в португальській аристократичній сім'ї. Вона була дочкою Руя Гоміша да Сілви, алкаїда Кампу-Майора, та Ізебелли де Мінезіш, дочки Педру де Мінезіша, графа Віла-Реалського. Дівчина була сестрою блаженного францисканця-амадеїта Амадея Португальського, духівника Сикста IV. Вона мала 10 братів і сестер.
Виросла в замку принцеси Ізабелли Португальської (1428–1496) і товаришувала з нею, Беатріс вирушила з нею до Іспанії, де Ізабелла вийшла заміж за принца Хуана, що став пізніше королем Кастилії і Леону. Беатріс володіла надзвичайною красою і через деякий час Ізабелла стала ревнувати її до свого чоловіка. Беатрисі довелося через погрози і інтриги з боку своєї колишньої подруги сховатися в жіночому домініканському монастирі, де вона провела наступні сорок років свого життя, не приймаючи чернечих обітів. У цьому монастирі їй були видіння Пресвятої Діви Марії. Натхненна цими духовними одкровеннями, Беатріс заснувала в 1484 році окремий монастир, присвячений Непорочному зачаттю Пресвятої Діви Марії.
30 квітня 1489 року Беатріс отримала благословення папи Інокентія VIII, який випустив буллу «Inter universa», котра дозволяла заснувати нову жіночу конгрегацію, присвячену Непорочному зачаттю Пресвятої Діви Марії і засновану на цистерціанському статуті. У 1501 році папа Олександр VI об'єднав конгрегацію, засновану Беатрисою з жіночою чернечою бенедиктинською громадою в Сан-Педро-де-лас-Дуенас на основі монастирського правила святої Клари з Асиджу. В 1511 році папа Юлій II дозволив згромадження сестер Непорочного зачаття Пресвятої Діви Марії розробити власний статут.
Другий монастир згромадження сестер Непорочного зачаття Пресвятої Діви Марії був заснований в 1507 році в місті Торріго. Чернече згромадження поступово поширилася в Португалії, Іспанії, Італії та Франції.
Беатріс померла 9 серпня 1492 в Толедо

## Прославлення

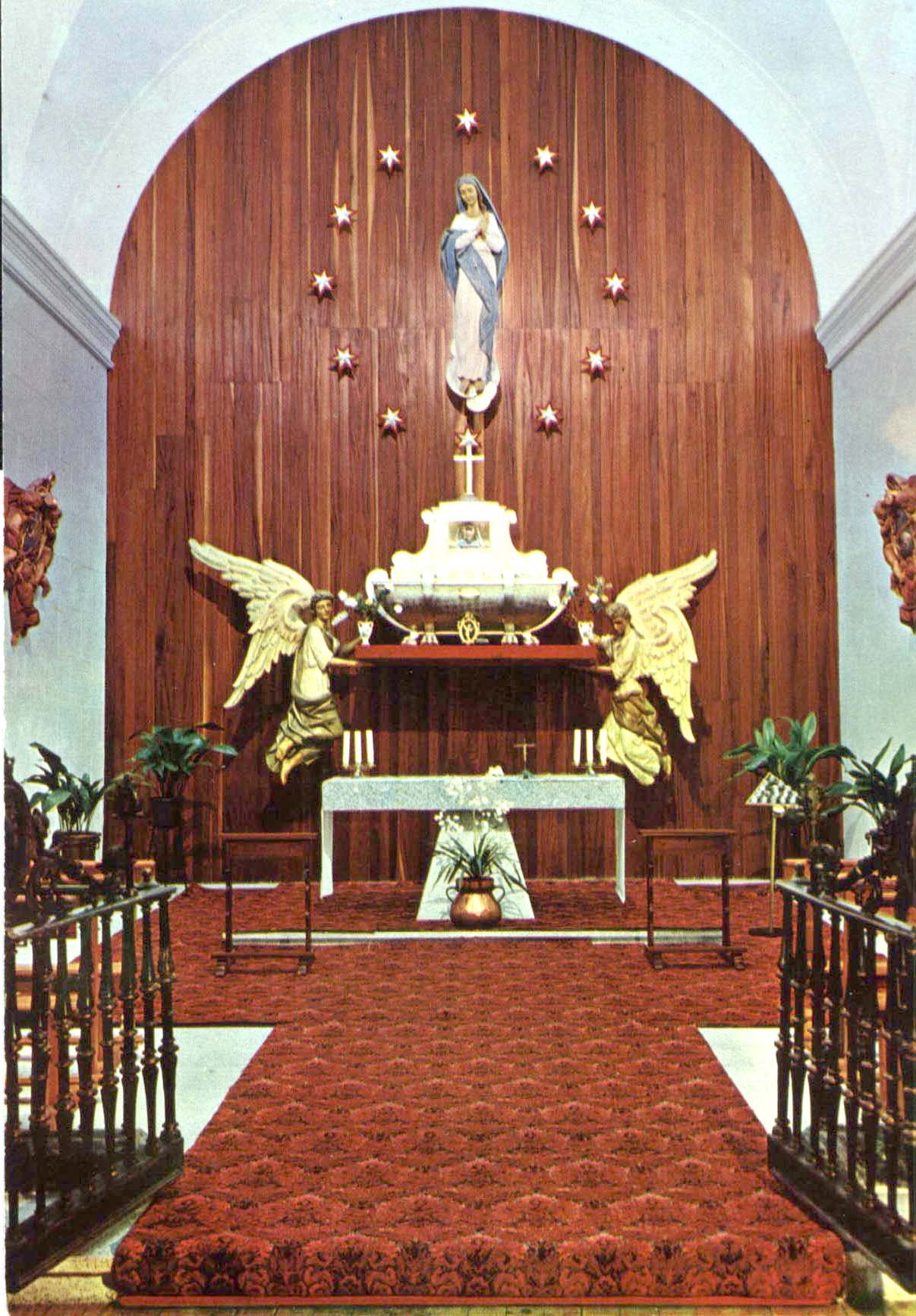
Вівтар з мощами святої Беатріс, францисканський монастир, Толедо, Іспанія

Беатріс була беатифікована 28 липня 1926 року папою Пієм XI канонізована 3 жовтня 1976 року папою Павлом VI.
В іконографії Беатріс зображується із зорею на чолі у синій мантії, що тримає в правій руці білі лілії.
День пам'яті в католицькій церкві — 16 серпня.